# 22952 Hommasachi
22952 Hommasachi este un asteroid din centura principală de asteroizi.

## Descriere
22952 Hommasachi este un asteroid din centura principală de asteroizi. A fost descoperit pe 5 octombrie 1999 la Stația Anderson Mesa în cadrul programului LONEOS. Asteroidul prezintă o orbită caracterizată de o semiaxă mare de 2,55 ua, o excentricitate de 0,28 și o înclinație de 13,1° în raport cu ecliptica.